# Raw - Una cruda verità
Raw - Una cruda verità (Grave), è un film horror del 2016 scritto e diretto da Julia Ducournau.
Il film è stato presentato nella sezione Settimana internazionale della critica al Festival di Cannes del 2016, dove ha vinto il premio FIPRESCI.

## Trama
Justine è una timida adolescente francese che si è appena iscritta all'università in Belgio per diventare veterinaria. Da sempre vegetariana, nonché parte di una famiglia interamente vegetariana, arrivata all'università scopre di essere compagna di stanza di un ragazzo gay. Nello stesso momento, Justine si ritrova insieme alle altre matricole in balia dei riti di iniziazione gestiti dai ragazzi dell'ultimo anno: un mix tra divertimenti imposti e prove da superare. Fra i ragazzi che reggono il gioco c'è anche sua sorella maggiore Alexia, che non si era presentata al suo arrivo nonostante ciò fosse stato espressamente richiesto dai suoi genitori. Nel frattempo la ragazza inizia a frequentare i corsi e ad interagire con compagni e professori, i quali non sempre la fanno sentire a suo agio. Il suo compagno di stanza è il suo unico amico: con lui condivide molti momenti, tra cui i festeggiamenti che seguono al primo rapporto sessuale del ragazzo.
Quando Justine si ritrova costretta a mangiare carne per un rito di iniziazione, durante il quale non riceve alcuna difesa della sorella che ormai non è più vegetariana, Justine inizia ad avere stimoli aggressivi ed a mangiare carne in maniera incontrollata, oltre ad avere strane reazioni allergiche e una sempre maggiore voglia di apparire sensuale. Fra Justine e Alexia si instaura un rapporto fatto di alti e bassi: quando la sorella maggiore impone una ceretta brasiliana a Justine, quest'ultima reagisce causandole un'accidentale amputazione di un dito. Justine chiama immediatamente i soccorsi, mentre aspetta l’arrivo dell’ambulanza non resiste alla tentazione di mangiare il dito: Alexia la vede, tuttavia dà successivamente la colpa al suo cane ed accetta senza problemi che le venga impiantata una protesi. Durante tale occasione, Justine si comporta per la prima volta in maniera ribelle anche con i suoi genitori.
Dimessa dall'ospedale, Alexia porta Justine in un luogo isolato e, dopo aver provocato un incidente stradale e fatto morire due persone, le mostra come anche a lei piaccia la carne umana. Justine è inorridita e cerca dunque di evitare ogni contatto con la carne umana, finendo tuttavia per dimagrire progressivamente. Durante un rito d'iniziazione in cui viene costretta a restare chiusa in una stanza insieme ad un ragazzo, Justine si ritrova di nuovo in balia dei suoi istinti da cannibale, mordendolo e cercando di staccargli un labbro. Nel frattempo si sviluppa una strana alchimia fra Justine e il suo compagno di stanza Adrien, il quale finirà per avere rapporti sessuali gay davanti a lei, su sua stessa richiesta. La ragazza partecipa successivamente ad una festa in cui, ubriaca e sotto l'influsso di sua sorella, dà spettacolo mostrando ancora una volta le sue tendenze cannibali.
Il video girato durante la festa di Justine che pratica cannibalismo diventa virale: Adrien lo mostra a Justine, che decide di affrontare fisicamente Alexia. Le due ragazze finiscono per mordersi l'un l'altra davanti all'intero campus; a lite conclusa le due si curano a vicenda. Justine va a dormire in camera sua, per poi svegliarsi al fianco del cadavere di Adrien: disperata perché convinta di averlo divorato lei stessa, la ragazza si rende tuttavia conto che la responsabile dell'accaduto è Alexia. Alexia viene arrestata per l'omicidio e Justine torna a vivere a casa, dove sua madre la obbliga a riprendere una dieta interamente vegetariana. Parlando con suo padre, Justine scopre che le tendenze cannibali sono state ereditate proprio da sua madre, che nel corso degli anni ha infatti provocato al marito varie ferite.

## Produzione
Per la scena in cui si vede la protagonista Justine, ossia Garance Marillier, ritirarsi nel suo letto e soffrire per via dell'astinenza da carne umana, la regista Julia Ducournau si è ispirata all'analoga scena visibile in Trainspotting, di Danny Boyle.

### Riprese
Le scene principali del film, girate a partire dal 3 novembre fino al 10 dicembre del 2015, si sono svolte interamente in Belgio, soprattutto tra Tournai, Liegi e dintorni.

## Distribuzione
Dopo la presentazione al Festival di Cannes, il film è stato presentato al Toronto International Film Festival. Tuttavia, durante la proiezione del film al festival canadese, alcuni spettatori hanno avuto degli svenimenti a seguito della visione delle cruente scene di sangue, dovendo ricorrere all'intervento dei paramedici e di un'ambulanza.
Il film è stato distribuito nelle sale cinematografiche francesi il 15 marzo 2017, mentre negli Stati Uniti un po' prima, a partire dal 10 marzo 2017, però in distribuzione limitata. In Italia è stato distribuito direttamente in home video dal 23 agosto 2017, dapprima presentato con il titolo Raw - Una crudele verità. In Italia il film ha avuto un'unica proiezione pubblica nel settembre 2017 durante la manifestazione Labronicon, evento organizzato dal Fi Pi Li Horror Festival in collaborazione con Universal Pictures.

### Divieti
Nella maggior parte degli Stati in cui è stato rilasciato, il film, per via delle scene di sesso, nudità e molta violenza e sangue, detiene un indice di divieto della visione ai minori di 18 anni, in Francia di 16, mentre in Italia di soli 14.

## Accoglienza

### Incassi
Guadagnando nel suo paese d'origine, la Francia, 514.870 di euro, e circa 2,5 milioni nel resto d'Europa, in totale il film ha ottenuto un incasso mondiale di oltre $ 3 milioni, contro un budget di circa 3,48 milioni di euro.

### Critica
Sul sito web Rotten Tomatoes il film riceve il 93% delle recensioni professionali positive, con un voto medio di 7,9/10, basato su 201 critiche; il consenso del sito recita: "La violenza e la sessualità terrificante del film sono all'altezza del suo titolo, ma sono ancorate a un'atmosfera, sì coinvolgente, ma che dura troppo a lungo dopo che le immagini davvero interessanti sono finite".
Invece su Metacritic ottiene un punteggio di 81 su 100 basato su 33 critiche, indicando "riconoscimento universale".
Per Rolling Stone, David Fear ha apprezzato molto il film, assegnandogli un raro punteggio pieno di 4 stelle su 4; arrivando addirittura a definirlo "un possibile film in lizza per il miglior horror del decennio".
Su Variety, Catherine Bray ha scritto: "Qui Suspiria di Dario Argento incontra Lincatropia Evolution di John Fawcett in un horror cannibale ma elegante, firmato dalla talentuosa Julia Ducournau!"; anche Katie Rife, da The A.V. Club, ha dato al film un bel voto corrispondente ad A-, affermando: "Raw è il più forte dei film 'al femminile' presentati a Cannes fino ad adesso: erotico, inquietante e stranamente piacevole".
In contemporanea con la proiezione del film al Toronto International Film Festival, il giornalista canadese David Friend ha spiegato che il film, alla sua anteprima, "aveva il pubblico che si contorceva sulle sedie, maggior parte nauseato che correva verso l'uscita!... Peccato che Raw sia molto più di un film horror estremamente cruento: la grande regista Julia Ducournau porta un senso di umanità nella storia, tutte le azioni del film, anche le più ripugnanti, hanno comunque un senso!".
Invece, dal Sight & Sound, Nick Pinkerton ha dato una recensione piuttosto tiepida del film, etichettandolo come "un'altra trama inutilmente violenta rinchiusa in una cinematografia inutilmente vistosa", lamentandosi dell'eccessiva ricerca, da parte del film, di stupire lo spettatore, finendo però per "disgustarlo".
Però, nel dicembre 2017, il critico cinematografico Mark Kermode, su The Guardian, ha comunque descritto Raw come "il miglior film del 2017".
Per il Los Angeles Times, infine, Justin Chang ha scritto che "l'imprevedibilità dell'appetito umano è sicuramente uno dei temi prevalenti del film!".

## Riconoscimenti
- 2016 – Festival di Cannes (Settimana internazionale della critica)[22]
  - Premio FIPRESCI a Julia Ducournau
- 2016 – Festival internazionale del cinema fantastico della Catalogna
  - Citizen Kane Award per la miglior opera prima a Julia Ducournau
  - Carnet Jove Jury Award
  - Méliès d'Argento per il miglior lungometraggio a Julia Ducournau
- 2016 – BFI London Film Festival
  - Sutherland Award per la migliore opera prima a Julia Ducournau
- 2016 – Austin Fantastic Fest
  - Miglior regia nella sezione "Next Wave" a Julia Ducournau
- 2017 – Chicago Film Critics Association[23]
  - Candidatura per il miglior film straniero a Julia Ducournau
- 2018 – Premi Magritte
  - Miglior film straniero in coproduzione[24]
  - Migliore scenografia a Laurie Colson[24]
  - Candidatura per la miglior fotografia a Ruben Impens[25]
  - Candidatura per i miglior costumi[25]